# Okap pod Mamutową
Okap pod Mamutową – jaskinia typu schronisko w orograficznie lewych zboczach Doliny Kluczwody w granicach wsi Wierzchowie, w gminie Wielka Wieś w powiecie krakowskim, w województwie małopolskim. Pod względem geograficznym jest to obszar Wyżyny Olkuskiej wchodzący w skład Wyżyny Krakowsko-Częstochowskiej.

## Opis obiektu
Obiekt znajduje się w skale poniżej Mamutowej Skały, zaraz przy ścieżce wydeptanej przez uprawiających wspinaczkę skalną w Jaskini Mamutowej. Na Geoportalu i w przewodniku wspinaczkowym skała ta ma nazwę Czarna Skałka, w internetowej bazie wspinaczkowej nazwano ją Czarną Skałą. Okap pod Mamutową to wysoki okap na przewieszonej skale, oraz znajdująca się u jej podstawy szczelina wnikająca głęboko w skałę.
Obiekt powstał w późnojurajskich wapieniach skalistych na pionowej szczelinie wskutek erozji, szczelina natomiast wskutek procesów grawitacjnych (osuwanie się skał na stromym stoku). Szczelina ma ogładzone ściany, bez nacieków. Jest przewiewna i wilgotna, bez roślin, nie obserwowano w niej także zwierząt. Namulisko złożone z próchnicy zmieszanej z gliną i wapiennym gruzem.

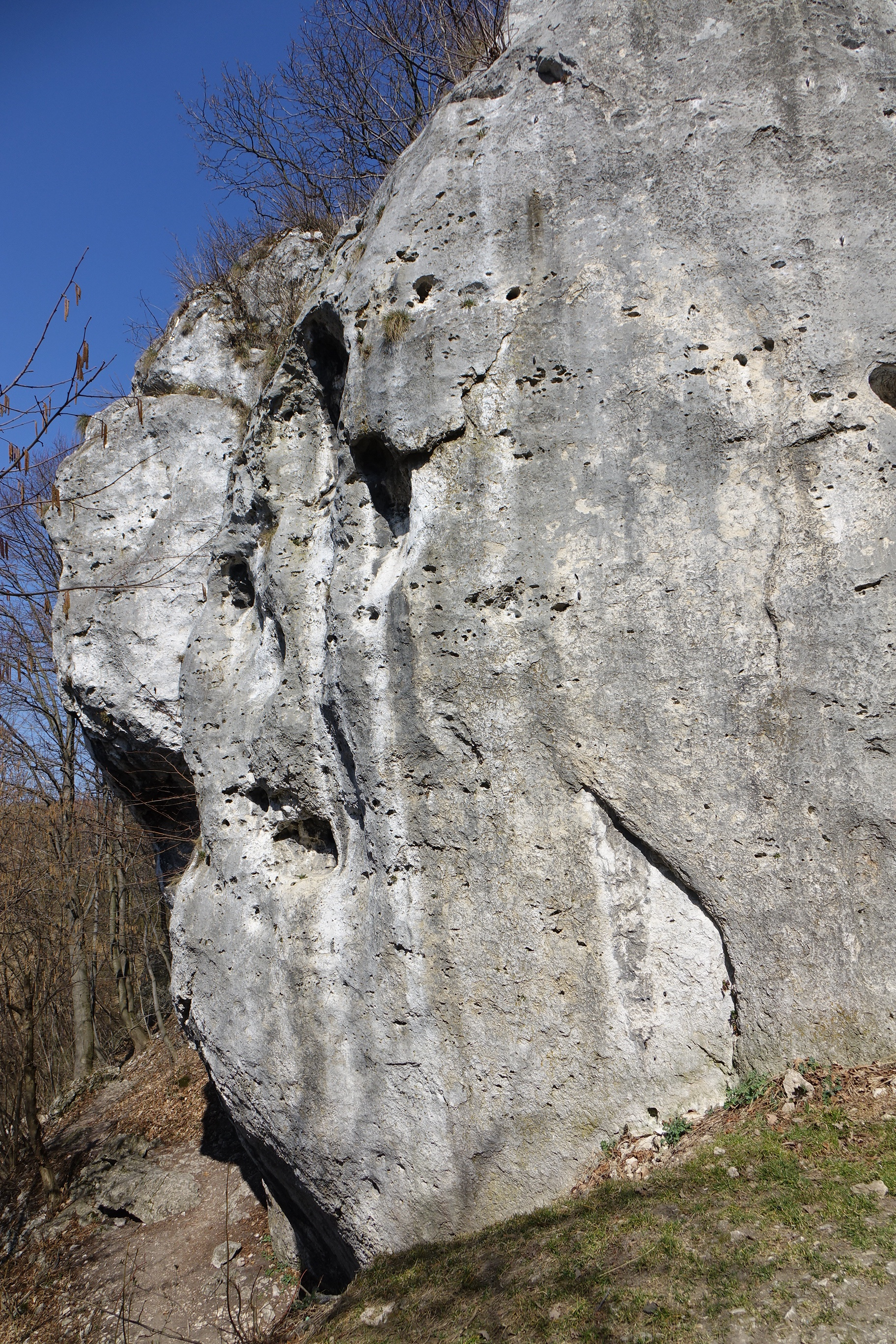
Okap od wschodu
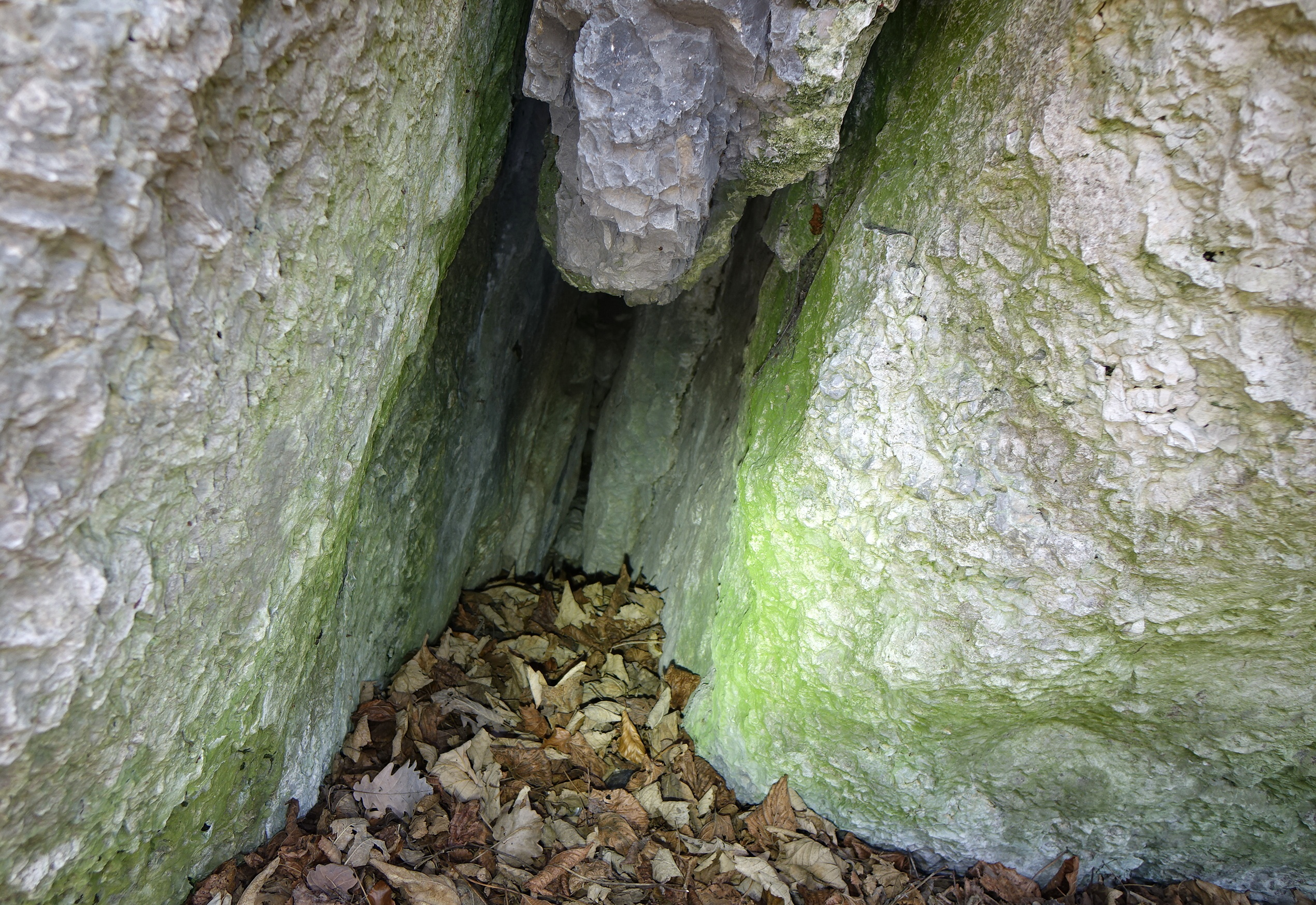
Szczelina
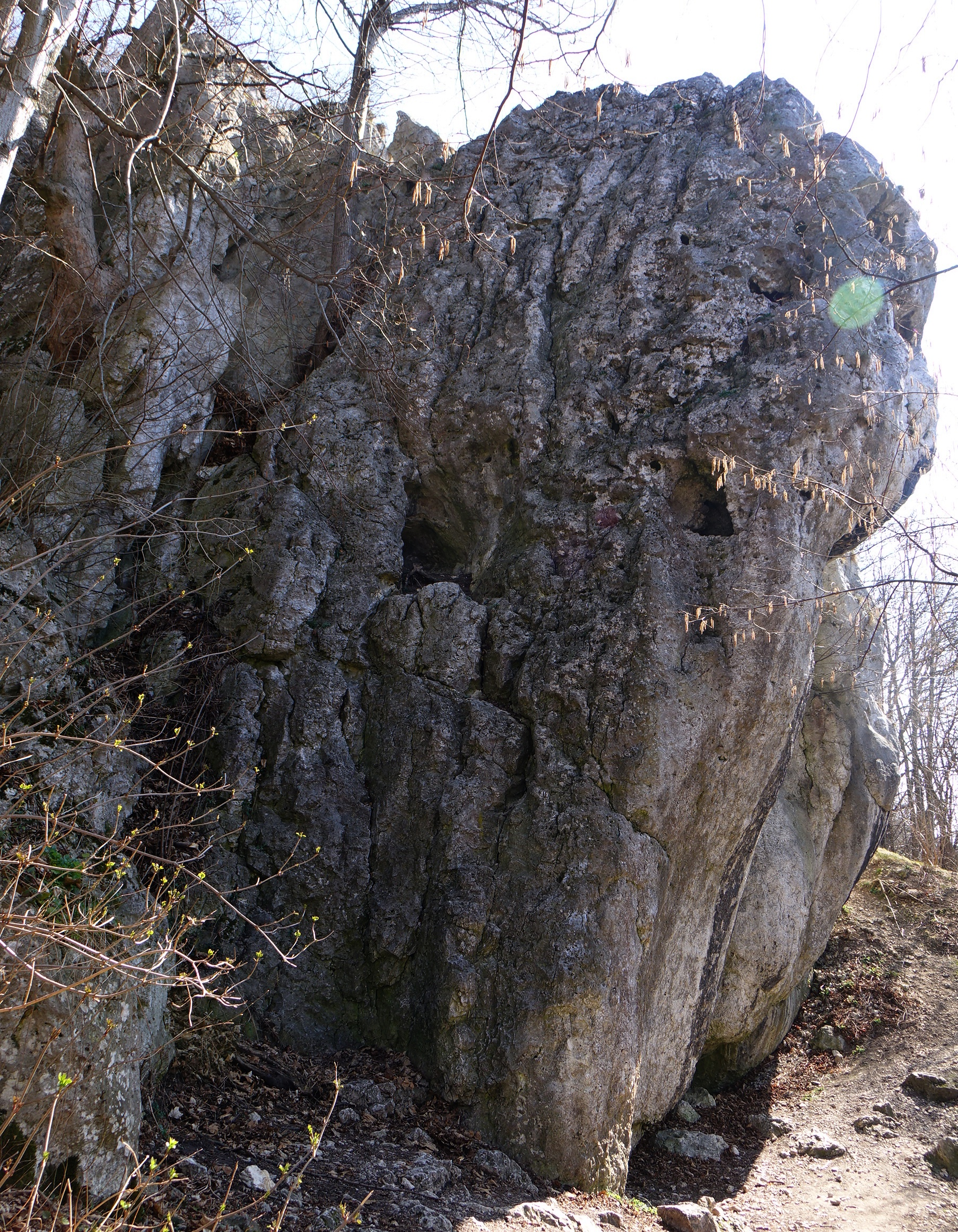
Okap od zachodu